# Seán Gallagher
Seán Diarmiud Gallagher (Monaghan, 7 luglio 1962) è un imprenditore e politico irlandese, candidato indipendente alle elezioni presidenziali in Irlanda del 2011, arrivato secondo dopo Michael D. Higgins, ricevendo il 28,5% dei voti al primo turno. Insieme a Higgins, sono stati i primi candidati alla presidenza a finire primo e secondo senza essere membri dei principali partiti del paese (Fianna Fáil e Fine Gael). In precedenza era stato membro del Fianna Fáil.

## Biografia
Gallagher è cresciuto in una famiglia di sei persone a Ballyhaise, nella contea di Cavan. Entrambi i suoi genitori sono morti. Suo padre John Gallagher proveniva da una famiglia di agricoltori a Killygordon, nella contea di Donegal, e sua madre Anne (nata Bracken) Gallagher era di Tullamore, nella contea di Offaly, dove la sua famiglia gestiva un negozio locale. Ha sofferto di problemi alla vista dalla nascita a causa di cataratta congenita. Successivamente ha subito un intervento chirurgico correttivo che ha migliorato la sua vista.

## Vita privata
Gallagher ha sposato Irene McCausland nel 1997, mentre lavorava con il Louth Country Enterprise Board. I due hanno divorziato ne1 1999. Nel 2010 si è sposato con Patricia "Trish" O'Connor, rappresentante di un'azienda cosmetica, di Kanturk. Vivono  a Delgany, nella contea di Wicklow, e hanno due figli. Gallagher era cintura nera di 1° dan sia nel judo che nel karate.